# Општина Чреншовци
Општина Чреншовци (словен. Črenšovci) је једна од општина Помурске регије у држави Словенији. Седиште општине је истоимени градић Чреншовци.

## Природне одлике
Рељеф: Општина Чреншовци налази се у североисточном делу Словеније и погранична је са Хрватском. Општина се простире у јужном делу равничарске и пољопривредне области Прекомурје, уз реку Муру.
Клима: У општини влада умерено континентална клима.
Воде: Најзначајнији водоток у општини је река Мура, која је југозападна граница општине. Остали водотоци су мали и њене су притоке.

## Становништво
Општина Чреншовци је густо насељена.

## Насеља општине
| - Горња Бистрица - Долња Бистрица - Жижки - Средња Бистрица - Трње - Чреншовци |

## Додатно погледати
- Чреншовци